# Adolf Tobler (Leichtathlet)
Adolf Tobler war ein Schweizer Dauerläufer und Teilnehmer an den Olympischen Zwischenspielen 1906.

## Karriere
Tobler stammte aus Bern und war Mitglied des Zürcher Turnvereins Aussersihl. Er beteiligte sich als einziger Schweizer am Marathonlauf der Olympischen Zwischenspielen 1906. Am 1. Mai 1906 legte Tobler die 42 Kilometer lange Strecke von Marathon ins Athener Olympiastadion „bei glühender Hitze und starkem Straßenstaub“ in einer Zeit von 3 Stunden und 27 Minuten zurück. Statistiken aus späteren Jahren führen den Schweizer fälschlicherweise als „DNF“ (nicht ins Ziel gekommen) statt als „AC“ (ferner liefen).